# Walter Salles
Walter Salles (Rio de Janeiro, 12 april 1956) is een Braziliaans regisseur, scenarioschrijver en filmproducent.
Zijn filmcarrière begint in de jaren 1980 met enkele documentaires. In 1991 maakt hij zijn eerste fictieprent, A Grande Arte, maar door de economische crisis in Brazilië worden zijn activiteiten opgeschort. Hij keert in 1995 terug met Terra Estrangeira en in 1997 maakt hij voor ARTE de eerste aflevering , Le premier jour, voor de reeks kortfilms L'an 2000 vu par.... Het jaar daarop krijgt hij internationale erkenning voor de regie van zijn film Central do Brasil, waarmee hij de Gouden Beer in Berlijn wint. In 2001 maakt hij de film Abril Despedaçado  en produceert in 2003 Cidade de Deus in een regie van Fernando Meirelles. In 2004 doet hij de regie van een film over Che Guevara, Diarios de motocicleta.

## Filmografie (selectie)
- A Grande Arte (1991)
- Terra Estrangeira (1996)
- Central do Brasil (1998)
- O Primeiro Dia (1998)
- Abril Despedaçado (2001)
- Cidade de Deus (2003) - productie
- Diarios de motocicleta (2004)
- Dark Water (2005)
- Paris, je t'aime (2006) - (aflevering Loin du 16ème)
- Chacun son cinéma (2007) - (aflevering À 8944 km de Cannes)
- On the Road (2012)
- Ainda Estou Aqui (2024)